# Hugh Grant
Hugh John Mungo Grant (London, 9. rujna 1960.), britanski filmski glumac.
Njegov brat James živi na Manhattanu. Na filmu debitira 1982. godine. Godine 1985. dolazi i na televiziju. Postao je poznat 1994. ulogom u filmu "Četiri vjenčanja i sprovod".
Ne glumi sve do 1999. kada snima film "Ja u ljubav vjerujem", gdje mu je partnerica bila Julia Roberts. Glumio je u oba filma o Bridget Jones, a veliki hit bio je i film "Zapravo ljubav" iz 2003. godine. Jedan od novijih projekata mu je film "American Dreamz".

## Vanjske poveznice
- Hugh Grant u internetskoj bazi filmova IMDb-u (engl.)